# Trent Beretta
Gregory "Greg" Marasciulo (Mount Sinai, 30 de março de 1987) é um lutador de wrestling profissional norte-americano que trabalhou para a WWE com o ring name Trent Barreta.
Fez sua estréia profissional na New York Wrestling Connection em 2004. Em 2006 assinou um contrato de desenvolvimento com a WWE, indo lutar na Florida Championship Wrestling, território de desenvolvimento da WWE.
Em Dezembro de 2009, fez sua estréia na WWE, aparecendo na ECW formando dupla com Caylen Croft sendo chamados de The Dudebusters.

## Carreira

### New York Wrestling Connection (2004-2007)
Marasciulo fez sua estréia profissional na New York Connection Wrestling em 10 de julho de 2004, sob o ring name Plazma, perdendo para Dan Barry. Depois lutou algumas lutas individuais e lutas em dupla, até que Plazma derrotou Matt Maverick em 28 de janeiro 2006 para se tornar o primeiro Hi-Fi Champion da federação, que também foi o primeiro título de sua carreira. Em 25 de fevereiro, Plazma reteve seu título contra o Maverick em sua primeira defesa do título. Em 18 de março, Plazma defendeu seu título contra Mike Spinelli, perdendo a luta. Mas em 20 de maio, Plazma teve sua revanche pelo título e conseguiu recuperar o cinturão. Após conseguir defender seu título contra wrestlers como, Jamie Van Lemer, Spyder, Javi-Air, e Jerry Lynn nos meses seguintes, Plazma perdeu o Hi-Fi Championship para Dickie Rodz em 21 de outubro. Depois de duas tentativas frustradas de recuperar o título em fevereiro e março de 2007, respectivamente, Plazma fez uma tag team com Maverick para derrotar os Angus Brothers (Danny e Billy ) e Dan Dinastia e Jamie Van Lemer em uma three-way match para vencer o Tag Team Championship. A dupla conseguiu manter o título em diversas ocasiões, antes de perdê-los para MEGA Prince Nana em 15 de dezembro. Nessa mesma noite, Plazma derrotou Quiet Storm para ganhar o Heavyweight Championship. Mas seu reinado durou pouco, devido à Marasciulo anunciar sua ida para a WWE, deixando o cinturão vago.

### WWE

#### FCW
Entre agosto de 2007 e janeiro de 2008, Marasciulo fez várias lutas testes para a WWE, sob o nome de Greg Cardona. Ele assinou um contrato com WWE e começou a lutar na Florida Championship Wrestling (FCW), sob o ring name Greg Jackson. Seu nome foi alterado posteriormente para Trent Baretta, e em seguida para Trent Beretta. Ele também lutou usando uma máscara, sob o nome de The Girl From Mexico, na tentativa de se tornar a primeira rainha da FCW, mas foi eliminado por Angela Fong. Após isso, ele formou uma dupla com Caylen Croft, chamados The Dudebusters. Juntos, eles derrotaram Tyler Reks em 30 de maio de 2009 para ganhar o FCW Florida Tag Team Championship após o parceiro de Reks, Johnny Curtis, deixar de lutar. Em 23 de julho, Beretta e Croft perderam os títulos para Justin Angel e Kris Logan. Em 19 de novembro, The Dudebusters, agora formada por Caylen Croft e Curt Hawkins, esse ultimo o novo aliado deles, recuperou os títulos quando derrotaram The Rotundos (Bo Rotundo and Duke Rotundo). Apesar de não ser considerado um dos campeões, Beretta foi autorizado a defender o título junto com qualquer um dos dois, Croft ou Hawkins. Em 14 de janeiro de 2010, The Dudebusters perderam o Florida Tag Team Championship para The Fortunate Sons (Brett DiBiase e Joe Hennig).

## No wrestling
- Movimentos de finalização
  - Chosen One (Tornado DDT) – FCW & WWE

- Com Caylen Croft
  - Inverted atomic drop por Caylen Croft seguido de um running single leg high knee strike por Trent Barreta.

## Campeonatos e prêmios
- Dragon Gate USA
  - Open the United Gate Championship (1 vez) – com Anthony Nese e Caleb Konley1[8]
  - Six Man Tag Team Tournament (2014) – com Anthony Nese e Caleb Konley[9]

- Empire State Wrestling
  - Ilio DiPaolo Memorial Cup (2013)[10]

- Florida Championship Wrestling
  - FCW Florida Tag Team Championship (1 vez)[11] – com Caylen Croft

- Full Impact Pro
  - FIP World Heavyweight Championship (1 vez)[12]

- New Japan Pro Wrestling
  - IWGP Junior Heavyweight Tag Team Championship (2 vez) – com Rocky Romero

- New York Wrestling Connection
  - NYWC Heavyweight Championship (1 vez)[11]
  - NYWC Tag Team Championhip (1 vez)[11] - com Maverick
  - NYWC Hi-Fi Championship (3 vezes)[11]

- Pro Wrestling Guerrilla
  - Torneio do titulo Dynamite Duumvirate Tag Team (2014) – com Chuck Taylor[13]

- Pro Wrestling Illustrated
  - PWI classificou-o #105 dos 500 melhores lutadores de individuais no PWI 500 em 2015[14]

- Westside Xtreme Wrestling
  - wXw World Tag Team Championship (1 vez) – com Matt Striker[15]

1Quando Nese e Konley ganharam os titulos, Baretta poderia defender o título com qualquer um deles sob a Freebird Rule.

2Quando Croft e Hawkins ganharam os titulos, Baretta poderia defender o título com qualquer um deles sob a Freebird Rule.